# Unidad central de procesamiento
La Unidad de Procesamiento Central

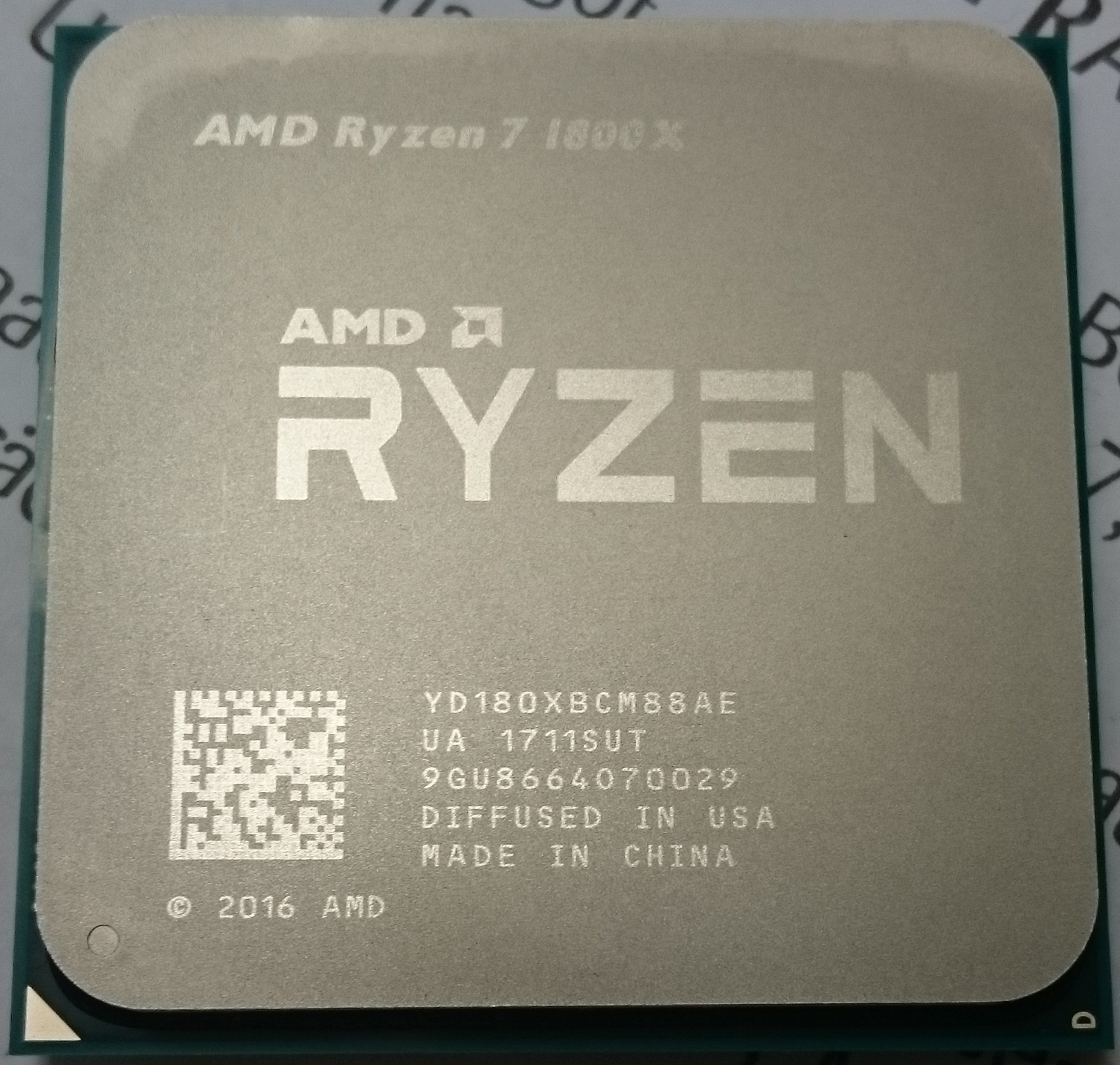
Procesador moderno con 8 núcleos y 16 hilos de procesamiento.

 (conocida por las siglas CPU, del inglés central processing unit) o procesador es un componente del hardware dentro de un ordenador, teléfonos inteligentes, y otros dispositivos programables.
Su función es interpretar las instrucciones de un programa informático mediante la realización de las operaciones básicas aritméticas, lógicas, y externas (procedentes de la unidad de entrada/salida). Su diseño y su avance ha variado notablemente desde su creación, aumentando su eficiencia y potencia y reduciendo el consumo de energía y el coste.
Un ordenador puede contener más de una CPU (multiprocesamiento). En la actualidad, los microprocesadores están constituidos por un único circuito integrado (chip) aunque existen los procesadores multinúcleo (varias CPU en un solo circuito integrado). Un circuito integrado que contiene una CPU también puede contener los dispositivos periféricos y otros componentes de un sistema informático; similar a un microcontrolador (menos potente en RAM) se le denomina sistema en un chip (SoC).
Los componentes de la CPU son:
- Unidad aritmético lógica o unidad de cálculo (del inglés: Arithmetic Logic Unit o ALU): realiza operaciones aritméticas y lógicas.
- Unidad de control (CU): dirige el tráfico de información entre los registros de la CPU y conecta con la ALU las instrucciones extraídas de la memoria.
- Registros internos: no accesibles (de instrucción, de bus de datos y bus de dirección) y accesibles de uso específico (contador programa, puntero pila, acumulador, flags, etc.) o de uso general.

## Historia

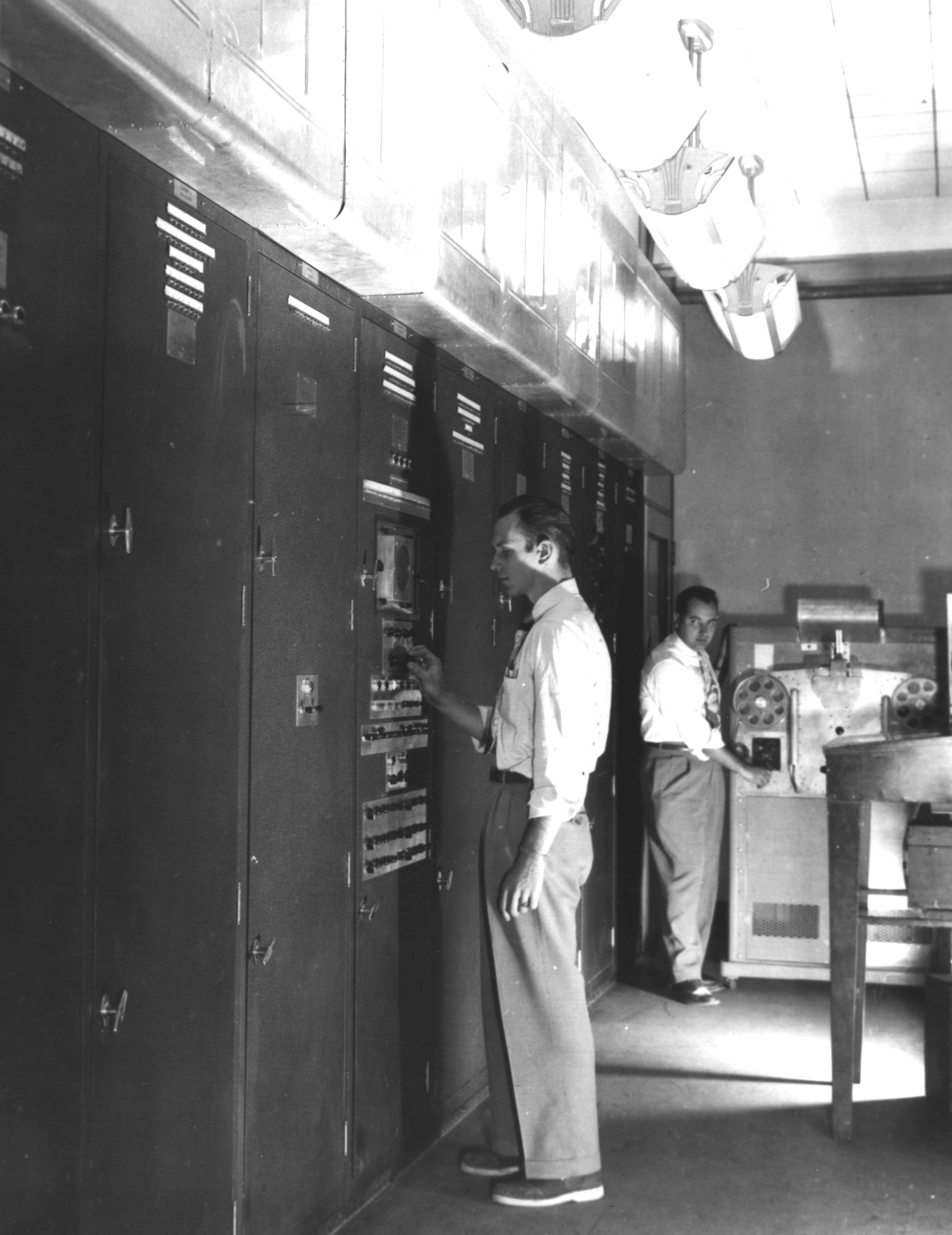
El ENIAC, una de los primeros ordenadores de programas almacenados electrónicamente.

Los primeros ordenadores, como el ENIAC, tenían que recablearse físicamente para realizar diferentes tareas, lo que hizo que estas máquinas se denominaran "ordenadores de programa fijo". Dado que el término "CPU" generalmente se define como un dispositivo para la ejecución de software (programa informático), los primeros dispositivos que con razón podríamos llamar CPU vinieron con el advenimiento de la ordenador de programa almacenado.
La idea de un ordenador con programa almacenado ya estaba presente en el diseño de John Presper Eckert y en el ENIAC de John William Mauchly, pero esta característica se omitió inicialmente para que el aparato pudiera estar listo antes. El 30 de junio de 1945, antes de que se construyera la ENIAC, el matemático John von Neumann distribuyó el trabajo titulado First Draft of a Report on the EDVAC (Primer Borrador de un Informe sobre el EDVAC). Fue el esbozo de un ordenador de programa almacenado, que se terminó en agosto de 1949. El EDVAC se diseñó para realizar un cierto número de instrucciones (u operaciones) de varios tipos. Significativamente, los programas escritos para el EDVAC se crearon para almacenarse en la memoria de alta velocidad del ordenador y no para que los especificara su cableado físico. Esto permitió superar una grave limitación del ENIAC, que era el tiempo y el esfuerzo necesarios para volver a configurar el equipo para realizar una nueva tarea. Con el diseño de von Neumann, el programa (o software) que corría en el EDVAC podría cambiarse simplemente cambiando el contenido de la memoria. Sin embargo, el EDVAC no fue el primer ordenador de programa almacenado: la Máquina Experimental de Pequeña Escala de Mánchester, un pequeño prototipo de ordenador de programa almacenado, ejecutó su primer programa el 21 de junio de 1948. Su sucesor, el Manchester Mark I, ejecutó su primer programa en la noche del 16 al 17 de junio de 1949.
Las primeras CPU se diseñaron a medida como parte de un ordenador más grande, generalmente un ordenador único en su especie. Sin embargo, este método de diseñar las CPU a medida, para una aplicación particular, ha desaparecido en gran parte y se ha sustituido por el desarrollo de clases de procesadores baratos y estandarizados adaptados para uno o varios propósitos. Esta tendencia de estandarización comenzó generalmente en la era de los transistores discretos, los ordenador centrales, y los microprocesadores y se aceleró rápidamente con la popularización del circuito integrado (IC). Este ha permitido que se diseñen y se fabriquen CPU más complejas en espacios pequeños, del orden de nanómetros. Por la miniaturización y la estandarización de las CPU, ha aumentado la presencia de estos dispositivos digitales en la vida moderna mucho más allá de las aplicaciones limitadas de máquinas de computación dedicadas. Los microprocesadores modernos aparecen en todo, desde automóviles hasta teléfonos móviles (celulares) y juguetes de niños.
Si bien von Neumann ha sido muchas veces acreditado por el diseño del ordenador con programa almacenado debido a su diseño del EDVAC, otros antes que él, como Konrad Zuse, habían propuesto y aplicado ideas similares. La denominada arquitectura Harvard del Harvard Mark I, que se completó antes de EDVAC, también utilizó un diseño de programa almacenado usando cinta de papel perforada en vez de memoria electrónica. La diferencia clave entre las arquitecturas de von Neumann y la de Harvard es que la última separa, dentro del almacenamiento, el tratamiento de instrucciones de la CPU y los datos, mientras que el primero utiliza el mismo espacio de memoria para ambos. La mayoría de los CPU modernos son de diseño von Neumann, pero las CPU con arquitectura Harvard se ven, sobre todo, en aplicaciones embebidas; por ejemplo, los microcontroladores Atmel AVR son procesadores de arquitectura Harvard.
Los relés eléctricos y los tubos de vacío (válvulas termoiónicas) se usaban comúnmente como elementos de conmutación; un ordenador útil requería miles o decenas de miles de dispositivos de conmutación. La velocidad global de un sistema depende de la velocidad de los conmutadores. Los ordenadores de tubo, como el EDVAC, solían tener un promedio de ocho horas entre fallos, mientras que los ordenadores de relés (anteriores y más lentos), como el Harvard Mark I, fallaban muy raramente. Al final, las CPU basadas en tubo llegaron a ser dominantes porque las significativas ventajas de velocidad producidas generalmente pesaban más que los problemas de fiabilidad. La mayor parte de estas tempranas CPU síncronas corrían en frecuencias de reloj bajas comparadas con los modernos diseños microelectrónicos. Eran muy comunes en este tiempo las frecuencias de la señal del reloj con un rango desde 100 kHz hasta 4 MHz, limitado en gran parte por la velocidad de los dispositivos de conmutación con los que se construyeron.

### CPU de transistores y de circuitos integrados discretos

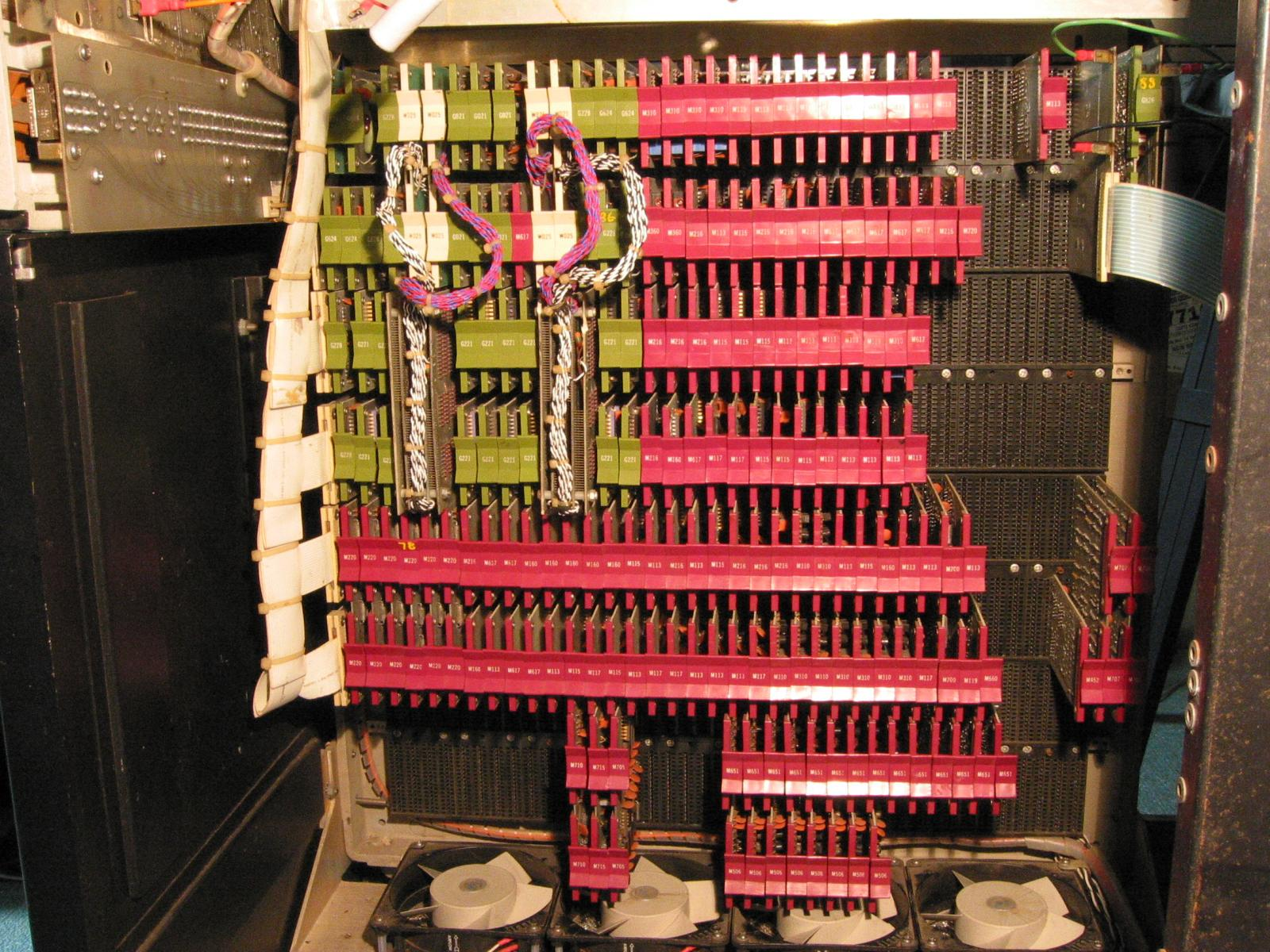
CPU, memoria de núcleo e interfaz de bus externo de un MSI PDP-8/I. Hecho de circuitos integrados de mediana escala.

La complejidad del diseño de las CPU aumentó junto con la facilidad de la construcción de dispositivos electrónicos más pequeños y fiables. La primera de esas mejoras vino con el advenimiento del transistor. Las CPU transistorizadas durante los años 1950 y los años 1960 no tuvieron que construirse con elementos de conmutación abultados, no fiables y frágiles, como los tubos de vacío y los relés eléctricos. Con esta mejora, se construyeron CPU más complejas y más fiables sobre una o varias tarjetas de circuito impreso que contenían componentes discretos (individuales).
Durante este período, ganó popularidad un método de fabricar muchos transistores en un espacio reducido. El circuito integrado (IC) permitió fabricar una gran cantidad de transistores en una simple oblea basada en semiconductor o «chip». Al principio, solamente se miniaturizaron en IC circuitos digitales muy básicos, no especializados, como las puertas NOR. Las CPU basadas en estos IC de "bloques de construcción" generalmente denominan dispositivos de pequeña escala de integración "small-scale integration" (SSI). Normalmente los circuitos integrados SSI, como los usados en el computador guía del Apolo (Apollo Guidance Computer), contenían transistores que se contaban en números de múltiplos de diez. Construir una CPU completa usando IC SSI requería miles de chips individuales, pero aún consumía mucho menos espacio y energía que los diseños anteriores de transistores discretos. A medida que la tecnología microelectrónica avanzó, en los circuitos integrados se fue colocando un número creciente de transistores, disminuyendo así la cantidad de circuitos integrados individuales necesarios para una CPU completa. Los circuitos integrados MSI y LSI (de mediana y gran escala de integración) aumentaron el número de transistores a cientos y luego a miles.
En 1964, IBM introdujo su arquitectura de computador System/360, que se usó en una serie de ordenadores que podían ejecutar los mismos programas con velocidades y desempeños diferentes. Esto fue significativo en un tiempo en el que la mayoría de los ordenadores electrónicos eran incompatibles entre sí, incluso los hechas por un mismo fabricante. Para facilitar esta mejora, IBM utilizó el concepto de microprograma, a menudo llamado «microcódigo», ampliamente usado aún en las CPU modernas. La arquitectura System/360 era tan popular que dominó el mercado del mainframe durante las siguientes décadas y dejó una herencia que todavía perdura en los ordenadores modernos, como el IBM zSeries. En el mismo año 1964, Digital Equipment Corporation (DEC) introdujo otro ordenador que fue muy influyente, dirigido a los mercados científicos y de investigación: el PDP-8. DEC introdujo más adelante la muy popular línea del PDP-11, que originalmente se construyó con IC SSI pero se implementó con componentes LSI cuando se convirtieron en prácticos. En fuerte contraste con sus precursores hechos con tecnologías SSI y MSI, la primera implementación LSI del PDP-11 contenía una CPU compuesta solamente por cuatro circuitos integrados LSI.
Los ordenadores basados en transistores tenían varias ventajas frente a sus predecesores. Aparte de una creciente fiabilidad y un menor consumo de energía, los transistores también permitían que la CPU operara a velocidades mucho más altas debido al corto tiempo de conmutación de un transistor en comparación con un tubo o un relé. Gracias tanto a esta creciente fiabilidad como al enorme incremento de velocidad de los elementos de conmutación, que por este tiempo eran casi exclusivamente transistores, se fueron alcanzando frecuencias de reloj de la CPU de decenas de megahercios. Además, mientras se usaban comúnmente las CPU de transistores discretos y de circuitos integrados, comenzaron a aparecer nuevos diseños de alto rendimiento, como procesadores vectoriales SIMD (single instruction multiple data – instrucción única, datos múltiples). Estos primeros diseños experimentales dieron lugar más adelante a la era de los superordenadores especializados, como los hechos por la Cray Inc.

### Microprocesadores
En la década de 1970 los inventos fundamentales de Federico Faggin (ICs Silicon Gate MOS con puertas autoalineadas junto con su nueva metodología de diseño de lógica aleatoria) cambió el diseño y la implementación de las CPU para siempre. Desde la introducción del primer microprocesador comercialmente disponible, el Intel 4004, en 1970 y del primer microprocesador ampliamente usado, el Intel 8080, en 1974 esta clase de CPU ha desplazado casi totalmente el resto de los métodos de implementación de la Unidad Central de Procesamiento. Los fabricantes de mainframes y de miniordenadores de ese tiempo lanzaron programas de desarrollo de IC propietarios para actualizar sus arquitecturas de ordenadores más viejas y producir microprocesadores con conjuntos de instrucciones que eran retrocompatibles con sus hardwares y sus softwares más viejos. Combinado con el advenimiento y el vasto éxito del ahora ubicuo ordenador personal, el término "CPU" se aplica ahora casi exclusivamente a los microprocesadores.
Las generaciones previas de CPU se implementaron como componentes discretos y numerosos circuitos integrados de pequeña escala de integración en una o más tarjetas de circuitos. Por otro lado, los microprocesadores son CPU fabricadas con un número muy pequeño de IC; normalmente solo uno. El tamaño más pequeño de la CPU, como resultado de estar implementado en una simple pastilla, significa tiempos de conmutación más pequeños debido a factores físicos como la reducción de la capacitancia parásita de las puertas. Esto ha permitido que los microprocesadores síncronos tengan tiempos de reloj con un rango de decenas de megahercios a varios gigahercios. Adicionalmente, como ha aumentado la capacidad de construir transistores muy pequeños en un circuito integrado, la complejidad y el número de transistores en una simple CPU también se ha incrementado enormemente. Esta tendencia ampliamente observada se describe por la ley de Moore, que ha venido demostrando ser una predicción bastante exacta del crecimiento de la complejidad de los CPUs y otros IC. Mientras que, en los pasados sesenta años, la complejidad, el tamaño, la construcción y la forma general de las CPUs han cambiado drásticamente, es notable que el diseño y el funcionamiento básico no ha cambiado demasiado. Casi todas las CPU comunes de hoy en día se pueden describir con precisión como máquinas de programa almacenado de von Neumann. A medida que la ya mencionada ley del Moore continúa cumpliéndose, se han presentado preocupaciones sobre los límites de la tecnología de transistor del circuito integrado. La miniaturización extrema de puertas electrónicas está causando los efectos de fenómenos que se vuelven mucho más significativos, como la electromigración y el subumbral de pérdida. Estas nuevas preocupaciones están entre los muchos factores que hacen a los investigadores estudiar nuevos métodos de computación, como la computación cuántica, y ampliar el uso del paralelismo y de otros métodos que extienden la utilidad del modelo clásico de von Neumann.

## Funcionamiento
La función fundamental de la mayoría de las CPU es ejecutar una secuencia de instrucciones almacenadas llamadas «programa». El programa está representado por una serie de números que se mantienen en una cierta clase de memoria de ordenador. Hay cuatro pasos que casi todas las CPU de arquitectura de von Neumann usan en su operación: fetch, decode, execute, y writeback, (leer, decodificar, ejecutar y escribir).

Diagrama mostrando como es decodificada una instrucción del MIPS32. (MIPS Technologies 2005)

### Fetch
El primer paso, leer, implica recuperar una instrucción (que está representada por un número o una secuencia de números) de la memoria de programa. La localización en la memoria del programa queda determinada por un contador de programa (PC), que almacena un número que identifica la dirección de la siguiente instrucción que se debe buscar. Después de que se lee una instrucción, el PC se incrementa en la longitud de la instrucción en términos de unidades de memoria, de modo que contendrá la dirección de la siguiente instrucción en la secuencia. Frecuentemente, la instrucción a leerse debe recuperarse de la memoria, relativamente lenta, lo cual detiene la CPU mientras espera a que se devuelva la instrucción. Este problema se trata en gran medida en los procesadores modernos por los cachés y las arquitecturas pipeline (ver abajo).

### Decode
En el paso de decodificación, la instrucción se divide en partes que tienen significado para otras unidades de la CPU. La manera en que el valor de la instrucción numérica se interpreta está definida por la arquitectura del conjunto de instrucciones (el ISA) de la CPU. A menudo, un grupo de números en la instrucción, llamados opcode, indica qué operación realizar. Las partes restantes del número normalmente proporcionan información requerida para esa instrucción como, por ejemplo, los operandos para una operación de adición. Tales operandos se pueden dar como un valor constante (llamado valor inmediato) o como un lugar para localizar un valor, que, según lo determinado por algún modo de dirección, puede ser un registro o una dirección de memoria. En diseños más viejos las unidades del CPU responsables de decodificar la instrucción eran dispositivos de hardware fijos. Sin embargo, en CPUs e ISAs más abstractos y complicados, frecuentemente se usa un microprograma para ayudar a traducir instrucciones en varias señales de configuración para la CPU. Este microprograma a veces se puede reescribir de tal manera que puede modificarse para cambiar la manera en que la CPU decodifica instrucciones incluso después de que se haya fabricado.

### Execute

Diagrama de bloques de un CPU simple.

Después de los pasos de lectura y decodificación, se lleva a cabo el paso de la ejecución de la instrucción. Durante este paso, varias unidades de la CPU se conectan de tal manera que pueden realizar la operación deseada. Si, por ejemplo, se solicitó una operación de adición, una unidad aritmético lógica (ALU) se conectará a un conjunto de entradas y un conjunto de salidas. Las entradas proporcionan los números a ser sumados, y las salidas contendrán la suma final. La ALU contiene la circuitería para realizar operaciones simples de aritmética y de lógica en las entradas, como adición y operaciones de bits (bitwise). Si la operación de adición produce un resultado demasiado grande para poder que pueda manejarlo la CPU, también puede ajustarse una bandera (flag) de desbordamiento aritmético localizada en un registro de banderas (ver abajo la sección sobre rango de números enteros).

### Writeback
El paso final, la escritura, simplemente «escribe» los resultados del paso de ejecución a una cierta dirección de memoria. Muy a menudo, los resultados se escriben en algún registro interno del CPU para acceso rápido por las instrucciones siguientes. En otros casos los resultados pueden escribirse en una memoria principal más lenta pero más barata y más grande. Algunos tipos de instrucciones manipulan el contador de programa en lugar de directamente producir datos de resultado. Estas se llaman generalmente «saltos» (jumps) y facilitan comportamientos como bucles, la ejecución condicional de programas (con el uso de saltos condicionales) y funciones en programas. Muchas instrucciones también cambian el estado de dígitos en un registro de «banderas». Estas banderas pueden usarse para influenciar cómo se comporta un programa, puesto que a menudo indican el resultado de varias operaciones. Por ejemplo, un tipo de instrucción de "comparación" considera dos valores y fija un número, en el registro de banderas, de acuerdo a cuál es el mayor. Entonces, una instrucción de salto posterior puede usar esta bandera para determinar el flujo del programa.
Después de la ejecución de la instrucción y de la escritura de los datos resultantes, el proceso entero se repite con el siguiente ciclo de instrucción, normalmente leyendo la siguiente instrucción en secuencia debido al valor incrementado en el contador de programa. Si la instrucción completada era un salto, se modifica el contador de programa para contener la dirección de la instrucción a la cual se saltó, y la ejecución del programa continúa normalmente. En CPUs más complejas que la descrita aquí, pueden leerse, decodificarse y ejecutarse simultáneamente múltiples instrucciones. Esta sección describe normalmente se llama "entubado RISC clásico" (Classic RISC pipeline), que de hecho es bastante común entre las CPU simples usadas en muchos dispositivos electrónicos, a menudo llamadas microcontroladores.

## Diseño e implementación

### Rango de enteros
La manera en la que una CPU representa los números es una opción de diseño que afecta a las más básicas formas en que el dispositivo funciona. Algunas de las primeras calculadoras digitales usaron, para representar números internamente, un modelo eléctrico del sistema de numeración decimal común (base diez). Otros ordenadores han usado sistemas de numeración más exóticos como el ternario (base tres). Casi todas las CPU modernas representan los números en forma binaria: cada dígito se representa por una cierta cantidad física de dos valores, como un voltaje "alto" o "bajo".

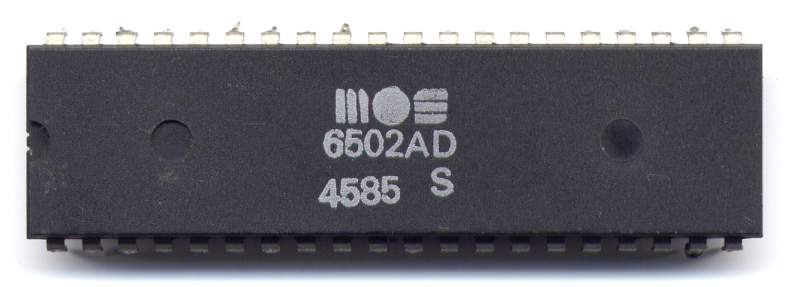
Microprocesador MOS 6502 en un dual in-line package (encapsulado en doble línea), un diseño extremadamente popular de 8 bits.

Con la representación numérica están relacionados el tamaño y la precisión de los números que una CPU puede representar. En el caso de una CPU binaria, un bit se refiere a una posición significativa en los números con los que trabaja una CPU. El número de bits (o de posiciones numéricas, o dígitos) que una CPU usa para representar los números a menudo se llama "tamaño de la palabra", "ancho de bits", "ancho de ruta de datos", o "precisión del número entero" cuando se ocupa estrictamente de números enteros (en oposición a números de coma flotante). Este número difiere entre las arquitecturas y, a menudo, dentro de diferentes unidades de la misma CPU. Por ejemplo, una CPU de 8 bits maneja un rango de números que pueden representarse con ocho dígitos binarios, cada uno de los cuales tiene dos valores posibles, y en combinación los 8 bits tienen 28 o 256 números discretos. En efecto, el tamaño del número entero fija un límite de hardware en el rango de números enteros que el software "corre" y que la CPU puede usar directamente.
El rango del número entero también puede afectar al número de posiciones en memoria que la CPU puede direccionar (localizar). Por ejemplo, si una CPU binaria utiliza 32 bits para representar una dirección de memoria y cada dirección de memoria representa a un octeto (8 bits), la cantidad máxima de memoria que la CPU puede direccionar es 232 octetos, es decir, 4 GB. Esta es una vista muy simple del espacio de dirección del CPU y muchos diseños modernos usan métodos de dirección mucho más complejos como paginación para localizar más memoria que su rango entero permitiría con un espacio de dirección plano.
Niveles más altos del rango de números enteros requieren más estructuras para manejar los dígitos adicionales y, por lo tanto, más complejidad, tamaño, uso de energía y, generalmente, coste. Por ello, no es del todo infrecuente, ver microcontroladores de 4 y 8 bits usados en aplicaciones modernas, aun cuando están disponibles CPU con un rango mucho más alto (de 16, 32, 64, e incluso 128 bits). Los microcontroladores más simples son generalmente más baratos, usan menos energía y, por lo tanto, disipan menos calor. Todo esto pueden ser consideraciones de diseño importantes para los dispositivos electrónicos. Sin embargo, en aplicaciones del extremo alto, los beneficios producidos por el rango adicional (más a menudo el espacio de dirección adicional) son más significativos y con frecuencia afectan las opciones del diseño. Para ganar algunas de las ventajas proporcionadas por las longitudes de bits tanto más bajas, como más altas, muchas CPUs están diseñadas con anchos de bit diferentes para diferentes unidades del dispositivo. Por ejemplo, el IBM System/370 usó una CPU que fue sobre todo de 32 bits, pero usó precisión de 128 bits dentro de sus unidades de coma flotante para facilitar mayor exactitud y rango de números de coma flotante. Muchos diseños posteriores de CPU usan una mezcla de ancho de bits similar, especialmente cuando el procesador está diseñado para usos de propósito general donde se requiere un equilibrio razonable entre la capacidad de números enteros y de coma flotante.

### Frecuencia de reloj
La mayoría de las CPU y, de hecho, la mayoría de los dispositivos de lógica secuencial, son de naturaleza síncrona. Es decir, están diseñados y operan en función de una señal de sincronización. Esta señal, conocida como señal de reloj, usualmente toma la forma de una onda cuadrada periódica. Calculando el tiempo máximo en que las señales eléctricas pueden moverse en las varias bifurcaciones de los muchos circuitos de una CPU, los diseñadores pueden seleccionar un período apropiado para la señal del reloj.
Este período debe ser más largo que la cantidad de tiempo que necesita una señal para moverse, o propagarse en el peor de los casos. Al fijar el período del reloj a un valor bastante mayor sobre el retardo de la propagación del peor caso, es posible diseñar toda la CPU y la manera en la que mueve los datos alrededor de los "bordes" de la subida y bajada de la señal del reloj. Esto tiene la ventaja de simplificar la CPU significativamente, tanto en una perspectiva de diseño como en una perspectiva de cantidad de componentes. Sin embargo, esto también tiene la desventaja que toda la CPU debe esperar a sus elementos más lentos, aun cuando algunas unidades de la misma son mucho más rápidas. Esta limitación se ha compensado en gran parte por varios métodos de aumentar el paralelismo de la CPU (ver abajo).
Sin embargo, las mejoras arquitectónicas por sí solas, no solucionan todas las desventajas de CPUs globalmente síncronas. Por ejemplo, una señal de reloj está sujeta a los retardos de cualquier otra señal eléctrica. Velocidades de reloj más altas en CPUs cada vez más complejas hacen más difícil de mantener la señal del reloj en fase (sincronizada) a través de toda la unidad. Esto ha llevado a que muchas CPUs modernas requieran que se les proporcione múltiples señales de reloj idénticas, para evitar retardar una sola señal lo suficiente como para hacer a la CPU funcionar incorrectamente. Otro importante problema cuando la velocidad del reloj aumenta dramáticamente, es la cantidad de calor que es disipada por la CPU. La señal del reloj cambia constantemente, provocando la conmutación de muchos componentes (cambio de estado) sin importar si están siendo usados en ese momento. En general, un componente que está cambiando de estado, usa más energía que un elemento en un estado estático. Por lo tanto, a medida que la velocidad del reloj aumenta, así lo hace también la disipación de calor, causando que la CPU requiera soluciones de enfriamiento más efectivas.
Un método de tratar la conmutación de componentes innecesarios se llama el clock gating, que implica apagar la señal del reloj a los componentes innecesarios, efectivamente desactivándolos. Sin embargo, esto es frecuentemente considerado como difícil de implementar y por lo tanto no ve uso común fuera de diseños de muy baja potencia. Un notable diseño de CPU tardío que utiliza una amplia compuerta del reloj para reducir los requisitos de potencia de la consola de videojuegos es la de la Xbox 360 basada en la PowerPC de IBM. Otro método de tratar algunos de los problemas de una señal global de reloj es la completa remoción de la misma. Mientras que quitar la señal global del reloj hace, de muchas maneras, considerablemente más complejo el proceso del diseño, en comparación con diseños síncronos similares, los diseños asincrónicos (o sin reloj) tienen marcadas ventajas en el consumo de energía y la disipación de calor. Aunque se trate de algo infrecuente, las CPUs completas se han construido sin utilizar una señal global de reloj. Dos notables ejemplos de esto son el AMULET, que implementa la arquitectura del ARM, y el MiniMIPS, compatible con el MIPS R3000. En lugar de remover totalmente la señal del reloj, algunos diseños de CPU permiten que ciertas unidades del dispositivo sean asincrónicas, como por ejemplo, usando ALU en conjunción con pipelining superescalar para alcanzar algunas ganancias en el desempeño aritmético. Mientras que no esté completamente claro si los diseños totalmente asincrónicos pueden desempeñarse a un nivel comparable o mejor que sus contrapartes síncronas, es evidente que por lo menos sobresalen en las operaciones matemáticas más simples. Esto, combinado con sus excelentes características de consumo de energía y disipación de calor, los hace muy adecuados para sistemas "embebidos".

### Paralelismo

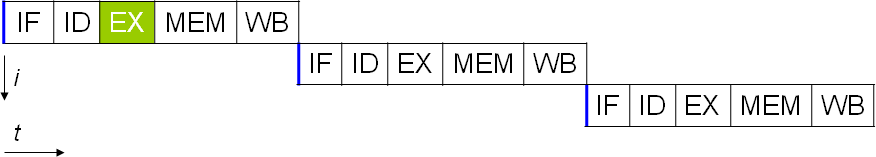
Modelo de una CPU subescalar. Note que toma quince ciclos para terminar tres instrucciones.

La descripción de la operación básica de un CPU ofrecida en la sección anterior describe la forma más simple que puede tomar una CPU. Este tipo de CPU, comúnmente denominado "subescalar", opera sobre y ejecuta una sola instrucción con uno o dos datos a la vez.
Este proceso da lugar a una ineficacia inherente en CPU subescalares. Puesto que solamente una instrucción es ejecutada a la vez, toda la CPU debe esperar a que esa instrucción se complete antes de proceder a la siguiente instrucción. Como resultado, la CPU subescalar queda "paralizada" en instrucciones que toman más de un ciclo de reloj para completar su ejecución. Incluso la adición de una segunda unidad de ejecución (ver abajo) no mejora mucho el desempeño. En lugar de un camino quedando congelado, ahora dos caminos se paralizan y aumenta el número de transistores no usados. Este diseño, en el que los recursos de ejecución de la CPU pueden operar con solamente una instrucción a la vez, sólo puede, posiblemente, alcanzar el desempeño escalar (una instrucción por ciclo de reloj). Sin embargo, el desempeño casi siempre es subescalar (menos de una instrucción por ciclo).
Las tentativas de alcanzar un desempeño escalar y mejor han resultado en una variedad de metodologías de diseño que hacen comportarse a la CPU menos linealmente y más en paralelo. Cuando se refiere al paralelismo en las CPUs, generalmente son usados dos términos para clasificar estas técnicas de diseño.
- El paralelismo a nivel de instrucción, en inglés instruction level parallelism (ILP), busca aumentar la tasa en la cual las instrucciones son ejecutadas dentro de una CPU, es decir, aumentar la utilización de los recursos de ejecución en la pastilla.
- El paralelismo a nivel de hilo de ejecución, en inglés thread level parallelism (TLP), que se propone incrementar el número de hilos (efectivamente programas individuales) que una CPU pueda ejecutar simultáneamente.

Cada metodología se diferencia tanto en las maneras en las que están implementadas, como en la efectividad relativa que producen en el aumento del desempeño de la CPU para una aplicación.

#### ILP: Segmentación y arquitectura superescalar

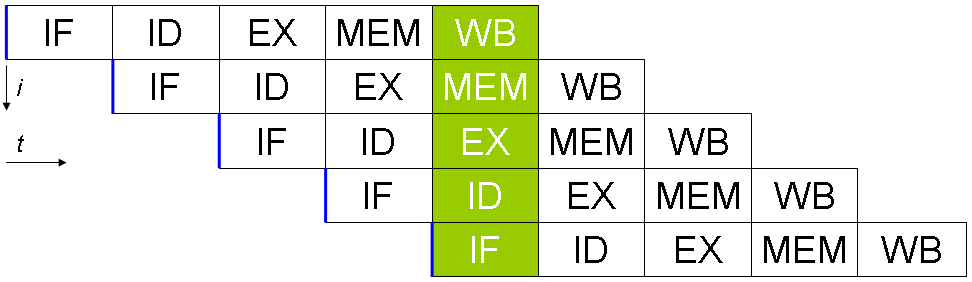
Tubería básica de cinco etapas. En el mejor de los casos, esta tubería puede sostener un ratio de completado de una instrucción por ciclo.

Uno de los métodos más simples para lograr incrementar al paralelismo es comenzar los primeros pasos de leer y decodificar la instrucción antes de que la instrucción anterior haya terminado de ejecutarse. Esta es la forma más simple de una técnica conocida como segmentación (instruction pipelining en inglés), y es utilizada en casi todas las CPU de propósito general modernos. Al dividir la ruta de ejecución en etapas discretas, la tubería permite que más de una instrucción sea ejecutada en cualquier tiempo. Esta separación puede ser comparada a una línea de ensamblaje, en la cual una instrucción es hecha más completa en cada etapa hasta que sale de la tubería de ejecución y es retirada del mismo.
Sin embargo, la tubería introduce la posibilidad de una situación donde es necesario terminar el resultado de la operación anterior para completar la operación siguiente; una condición llamada a menudo como conflicto de dependencia de datos. Para hacer frente a esto, debe ser tomado un cuidado adicional para comprobar estas clases de condiciones, y si esto ocurre, se debe retrasar una porción de la tubería de instrucción. Naturalmente, lograr esto requiere circuitería adicional, los procesadores entubados son más complejos que los subescalares, pero no mucho. Un procesador entubado puede llegar a ser casi completamente escalar, solamente inhibido por las abruptas paradas de la tubería (una instrucción durando más de un ciclo de reloj en una etapa).

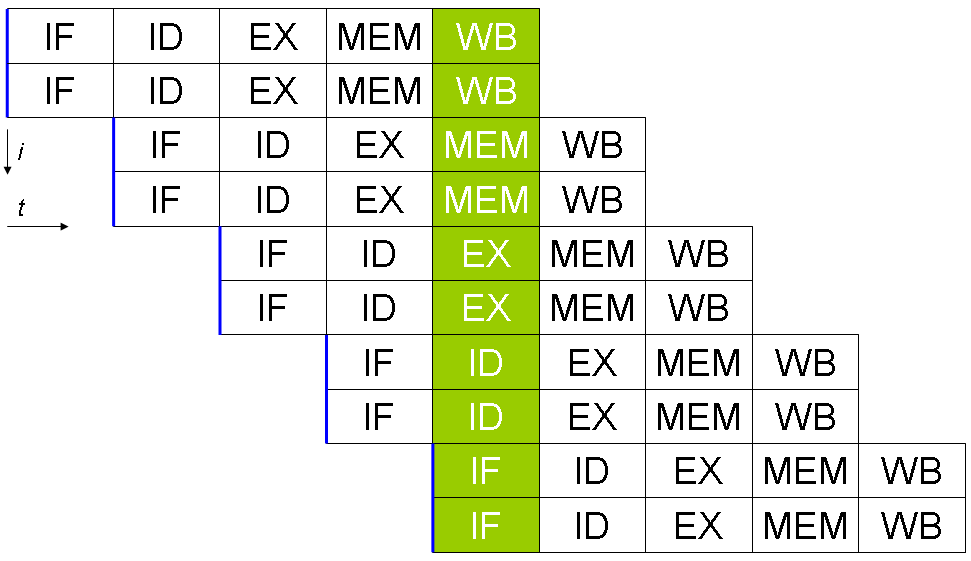
Segmentación superescalar simple. Al leer y despachar dos instrucciones a la vez, un máximo de dos instrucciones por ciclo pueden ser completadas.

Una mejora adicional sobre la idea del entubado de instrucción (instruction pipelining) condujo al desarrollo de un método que disminuye incluso más el tiempo ocioso de los componentes de la CPU. Diseños que se dice que son superescalares incluyen una larga tubería de instrucción y múltiples unidades de ejecución idénticas. En una tubería superescalar, múltiples instrucciones son leídas y pasadas a un despachador, que decide si las instrucciones se pueden o no ejecutar en paralelo (simultáneamente). De ser así, son despachadas a las unidades de ejecución disponibles, dando por resultado la capacidad para que varias instrucciones sean ejecutadas simultáneamente. En general, cuanto más instrucciones una CPU superescalar es capaz de despachar simultáneamente a las unidades de ejecución en espera, más instrucciones serán completadas en un ciclo dado.
La mayor parte de la dificultad en el diseño de una arquitectura superescalar de CPU descansa en crear un despachador eficaz. El despachador necesita poder determinar rápida y correctamente si las instrucciones pueden ejecutarse en paralelo, tan bien como despacharlas de una manera que mantenga ocupadas tantas unidades de ejecución como sea posible. Esto requiere que la tubería de instrucción sea llenada tan a menudo como sea posible y se incrementa la necesidad, en las arquitecturas superescalares, de cantidades significativas de caché de CPU. Esto también crea técnicas para evitar peligros como la predicción de bifurcación, ejecución especulativa, y la ejecución fuera de orden, cruciales para mantener altos niveles de desempeño. Tratando de predecir qué rama (o trayectoria) tomará una instrucción condicional, la CPU puede minimizar el número de veces que todo el canal debe esperar hasta que se complete una instrucción condicional. Frecuentemente, la ejecución especulativa proporciona aumentos modestos del desempeño al ejecutar porciones de código que no puede ser necesario después de completarse una operación condicional. Fuera de la orden de ejecución cambia de algún modo el orden en que se ejecutan las instrucciones para reducir retardos debido a las dependencias de datos. También en el caso de instrucciones individuales de datos múltiples — los procesadores modernos, en caso de que se hayan procesado una gran cantidad de datos del mismo tipo, pueden desactivar partes de la tubería de manera que cuando se ejecuta una sola sentencia muchas veces, la CPU salta la captación y decodifica fases y por lo tanto aumenta considerablemente el rendimiento en ciertas ocasiones, sobre todo en los motores de programas altamente monótonos como el software de creación de video y procesamiento de fotografías.
En el caso donde una porción de la CPU es superescalar y una parte no lo es, la parte que no es superescalar sufre en el desempeño debido a las paradas de horario. El Intel Pentium original (P5) tenía dos ALUs superescalares que podían aceptar, cada una, una instrucción por ciclo de reloj, pero su FPU no podía aceptar una instrucción por ciclo de reloj. Así el P5 era superescalar en la parte de números enteros pero no era superescalar de números de coma (o punto [decimal]) flotante. El sucesor a la arquitectura del Pentium de Intel, el P6, agregó capacidades superescalares a sus funciones de coma flotante, y por lo tanto produjo un significativo aumento en el desempeño de este tipo de instrucciones.
Tanto el diseño superescalar como el entubado simple aumentan el ILP de una CPU al permitir a un solo procesador completar la ejecución de instrucciones en ratios que sobrepasan una instrucción por ciclo (IPC). La mayoría de los modernos diseños de CPU son por lo menos algo superescalares, y en la última década, casi todos los diseños de CPU de propósito general son superescalares. En los últimos años algo del énfasis en el diseño de computadores de alto ILP se ha movido del hardware de la CPU hacia su interfaz de software, o ISA. La estrategia very long instruction word o VLIW, causa a algún ILP a ser implícito directamente por el software, reduciendo la cantidad de trabajo que la CPU debe realizar para darle un empuje significativo al ILP y por lo tanto reducir la complejidad del diseño.

#### Paralelismo a nivel de hilos
Otra estrategia para lograr el rendimiento es ejecutar varios programas o hilos en paralelo. Esta área de investigación se conoce como computación paralela. En la taxonomía de Flynn, esta estrategia se conoce como múltiples instrucciones de varios datos o MIMD.
Una tecnología utilizada para este propósito fue el multiprocesamiento (MP). El puntapié inicial de esta tecnología se conoce como multiprocesamiento simétrico (SMP), donde un pequeño número de CPU comparten una visión coherente de su sistema de memoria. En este esquema, cada CPU tiene un hardware adicional para mantener una visión constantemente actualizada de la memoria. Para evitar visitas rancias de la memoria, las CPU pueden cooperar en el mismo programa y los programas pueden migrar desde una CPU a otra. Para aumentar el número de CPUs que cooperan más allá de unas pocas, se introdujeron en 1990, los esquemas tales como el non-uniform memory Access (acceso no uniforme a memoria) (NUMA) y los protocolos de coherencia basados en directorios. Los sistemas SMP se limitan a un pequeño número de CPU mientras que los sistemas NUMA se han construido con miles de procesadores. Inicialmente, el multiprocesamiento se construyó usando múltiples CPUs discretas y tableros para implementar la interconexión entre los procesadores. Cuando los procesadores y su interconexión hayan sido implementadas en un único chip de silicio, la tecnología se conoce como un procesador multinúcleo.
Posteriormente, se reconoció que existía un paralelismo muy estrecho con un único programa. Un único programa podría tener varios hilos (o funciones) que podrían ser ejecutadas por separado o en paralelo. Algunos de los primeros ejemplos de esta tecnología implementaba procesamiento de entrada/salida tales como el acceso directo a memoria como un hilo separado del hilo computado. En la década de 1970, se introdujo un enfoque más general a esta tecnología, cuando se diseñaron sistemas para ejecutar múltiples hilos de computación en paralelo. Esta tecnología se conoce como multihilo (MT).
Este enfoque se considera más rentable que la del multiprocesamiento, ya que solo se replica un pequeño número de componentes dentro de una CPU para soportar MT en oposición a la totalidad de la CPU en el caso de MP. En MT, las unidades de ejecución y el sistema de memoria incluyendo los cachés son compartidos entre varios hilos. La desventaja de MT es que el soporte de hardware para multihilo es más visible para el software que la de MP y por lo tanto el software supervisor como el de los sistemas operativos tienen que someterse a los cambios más grandes para apoyar MT. Un tipo de MT que se implementó es conocido como bloque multihilo, donde se ejecuta un hilo hasta que se paralice esperando que regresen los datos desde la memoria externa. En este esquema, la CPU tendría luego que cambiar rápidamente a otro hilo que está listo para funcionar, el interruptor muchas veces realiza un ciclo de reloj de la CPU, como la tecnología UltraSPARC. Otro tipo de MT se denomina multihilo simultáneo, en donde las instrucciones de múltiples hilos se ejecutan en paralelo dentro de un ciclo de reloj de la CPU.

#### Paralelismo de datos
Un menos común pero cada vez más importante paradigma de CPU (y de hecho, de computación en general) trata con vectores. Los procesadores de los que se ha hablado anteriormente son todos referidos como cierto tipo de dispositivo escalar. Como implica su nombre, los procesadores vectoriales se ocupan de múltiples piezas de datos en el contexto de una instrucción, esto contrasta con los procesadores escalares, que tratan una pieza de dato por cada instrucción. Estos dos esquemas de ocuparse de los datos son generalmente referidos respectivamente como SISD (single instruction, single data) y SIMD (single instruction, multiple data). La gran utilidad en crear CPUs que se ocupen de vectores de datos radica en la optimización de tareas que tienden a requerir la misma operación, por ejemplo, una suma, o un producto escalar, a ser realizado en un gran conjunto de datos. Algunos ejemplos clásicos de este tipo de tareas son las aplicaciones multimedia (imágenes, vídeo, y sonido), así como muchos tipos de tareas científicas y de ingeniería. Mientras que una CPU escalar debe completar todo el proceso de leer, decodificar, y ejecutar cada instrucción y valor en un conjunto de datos, una CPU vectorial puede realizar una simple operación en un comparativamente grande conjunto de datos con una sola instrucción. Por supuesto, esto es solamente posible cuando la aplicación tiende a requerir muchos pasos que apliquen una operación a un conjunto grande de datos.
La mayoría de las primeras CPU vectoriales, como el Cray-1, se asociaron casi exclusivamente a aplicaciones de investigación científica y criptografía. Sin embargo, a medida que la multimedia se desplazó en gran parte a medios digitales, ha llegado a ser significativa la necesidad de una cierta forma de SIMD en CPUs de propósito general. Poco después de que comenzara a ser común incluir unidades de coma flotante en procesadores de uso general, también comenzaron a aparecer especificaciones e implementaciones de unidades de ejecución SIMD para las CPU de uso general. Algunas de estas primeras especificaciones SIMD, como el MMX de Intel, fueron solamente para números enteros. Esto demostró ser un impedimento significativo para algunos desarrolladores de software, ya que muchas de las aplicaciones que se beneficiaban del SIMD trataban sobre todo con números de coma flotante. Progresivamente, estos primeros diseños fueron refinados y rehechos en alguna de las comunes, modernas especificaciones SIMD, que generalmente están asociadas a un ISA. Algunos ejemplos modernos notables son el SSE de Intel y el AltiVec relacionado con el PowerPC (también conocido como VMX).

## Desempeño

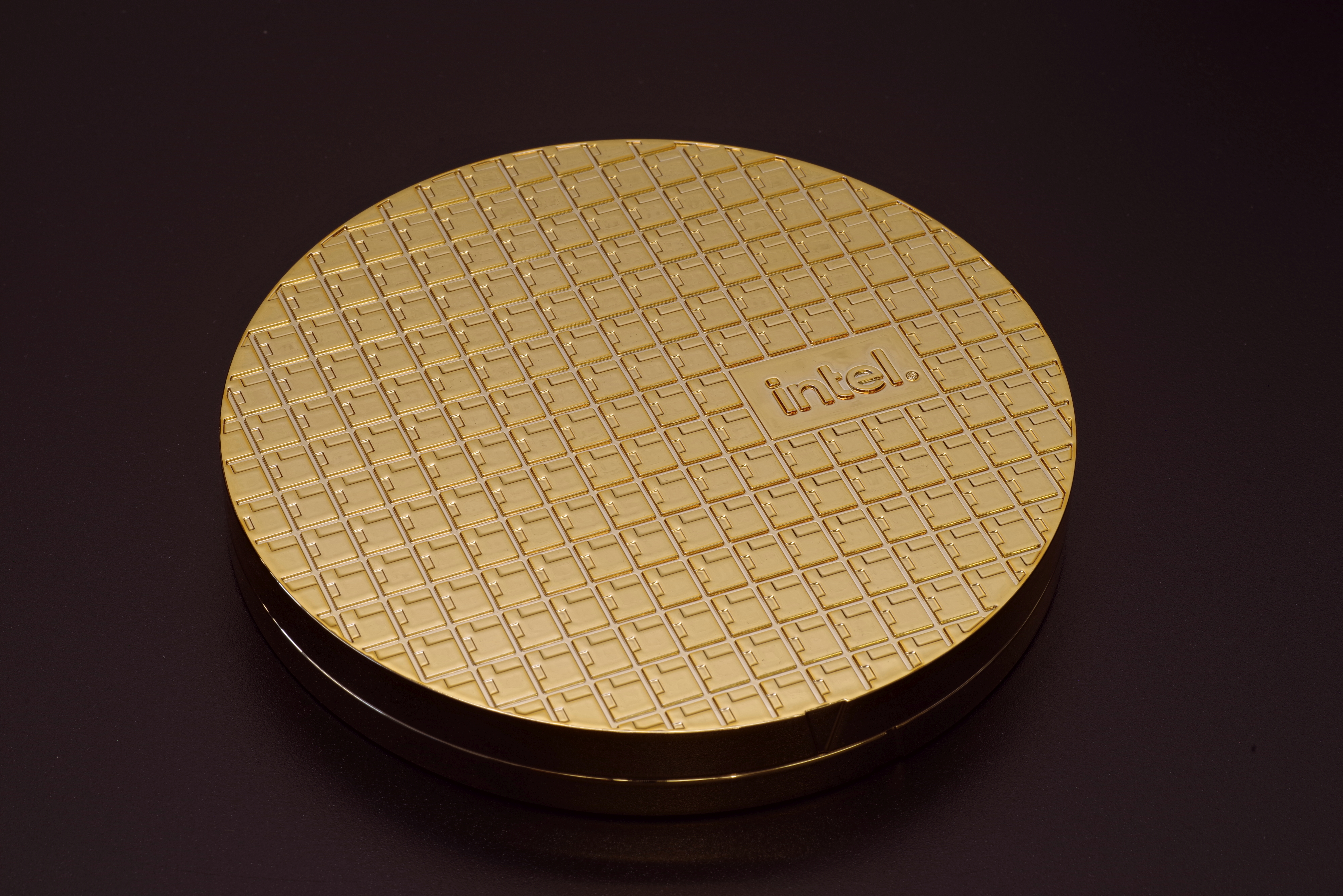
Intel Core i9 12900k Verkaufsverpackung

El "rendimiento" (performance) o la velocidad de un procesador depende de, entre muchos otros factores, la velocidad del reloj (generalmente dada en múltiplos de hertz) y las instrucciones por ciclo de reloj (IPC), que juntos son los factores para las instrucciones por segundo (IPS) que la CPU puede rendir.
Muchos reportes de valores IPS han representado tasas de ejecución "pico" en secuencias de instrucciones artificiales con pocas ramas, mientras que las cargas de trabajo realistas consisten en una combinación de instrucciones y de aplicaciones, algunas de las cuales requieren más tiempo para ejecutar que otras. El rendimiento de la jerarquía de memoria también afecta en gran medida al rendimiento del procesador, un tema muy poco tenido en cuenta en los cálculos de MIPS. Debido a estos problemas, para este fin, se han desarrollado varios exámenes estandarizados, tales como SPECint muchas veces llamados "puntos de referencia" - para tratar de medir el rendimiento real efectivo en aplicaciones de uso cotidiano.
El desempeño de procesamiento de los ordenadores se incrementa utilizando procesadores multinúcleo, que en esencia es conectar dos o más procesadores individuales (llamados núcleos en este sentido) en un solo circuito integrado. Idealmente, un procesador de doble núcleo sería casi dos veces tan potente como un procesador de núcleo único. En la práctica, la ganancia de desempeño es mucho menor, solo alrededor del 50 %, debido a la implementación de algoritmos imperfectos de software. El aumento del número de núcleos en un procesador (es decir, dual-core, quad-core, etc) aumenta la carga de trabajo que se puede manejar. Esto significa que el procesador ahora puede manejar numerosos eventos asíncronos, interrupciones, etc que pueden tomar un "peaje" en la CPU (Central Processing Unit) cuando se abruma. Estos núcleos pueden considerarse como diferentes plantas en una planta de procesamiento, con el manejo de cada piso una tarea diferente. En ocasiones, estos núcleos se manejan las mismas tareas que los núcleos adyacentes a ellos si un solo núcleo no es suficiente para manejar la información.
Debido a las capacidades específicas de las CPU modernas, como HyperThreading y Uncore, que implican el intercambio de recursos reales de la CPU mientras que el objetivo de una mayor utilización, supervisar los niveles de rendimiento y la utilización del hardware se fue convirtiendo gradualmente en una tarea más compleja. Como respuesta, algunas CPUs implementan lógica de hardware adicional que controla la utilización real de las diversas partes de una CPU y proporciona varios contadores accesibles a software; un ejemplo es la tecnología Performance Counter Monitor ("Monitor de contador de rendimiento") de Intel.

### Diseños de microprocesador
- Wikiversidad alberga proyectos de aprendizaje sobre Unidad central de procesamiento. (en inglés)
- Como trabajan los microprocesadores en HowStuffWorks. (en inglés)
- 25 Microchips que sacudieron al mundo – un artículo del Instituto de Ingeniería Eléctrica y Electrónica. (en inglés)
- Advanced Micro Devices - Advanced Micro Devices, un diseñador de principalmente CPUs de ordenador personal compatible con x86. (en inglés)
- ARM Ltd - ARM Ltd, uno de los pocos diseñadores de CPU que se benefician únicamente por licenciar sus diseños en lugar de fabricarlos. Los microprocesadores de arquitectura ARM se encuentran entre los más populares en el mundo para aplicaciones embebidas. (en inglés)
- Freescale Semiconductor (antes de Motorola) - Freescale Semiconductor, diseñador de varios procesadores embebidos basados en PowerPC y SoC. (en inglés)
- IBM Microelectronics - División de Microelectrónica de IBM, que es responsable de mucho en diseños basados en POWER y PowerPC, incluyendo muchas de las CPU utilizadas en las últimas consolas de videojuegos de 2012. (en inglés)
- Intel Corp - un fabricante de varias líneas de CPU notables, incluyendo IA-32, IA-64, y XScale. También es un fabricante de chips de diferentes periféricos para su uso con su CPU. (en inglés)
- MIPS Technologies - MIPS Technologies, desarrolladores de la arquitectura MIPS, pionero en diseños RISC. (en inglés)
- Sun Microsystems - Sun Microsystems, desarrolladores de la arquitectura SPARC, un diseño RISC. (en inglés)
- Texas Instruments (enlace roto disponible en Internet Archive; véase el historial, la primera versión y la última). - Texas Instruments, división de semiconductores. Diseña y fabrica varios tipos de microcontroladores de bajo consumo entre sus muchos otros productos semiconductores. (en inglés)
- Transmeta - Transmeta Corporation. Creadores de x86 de baja potencia compatibles, como Crusoe y Efficeon. (en inglés)

### Lectura adicional
- Diseño del procesador: Una introducción - Introducción detallada al diseño de microprocesadores. (en inglés)
- Cómo trabajan los microprocesadores. (en inglés)
- Pipelining: An Overview - Buena introducción y visión general acerca de las técnicas de tuberías de CPU por el personal de Ars Technica. (en inglés)
- SIMD Architectures - Introducción y explicación de SIMD, sobre todo cómo se relaciona con los ordenadores personales. También por Ars Technica. (en inglés)
- Listado de procesadores - Nombres de CPUs y principales características. (en inglés)
- Esta obra contiene una traducción total derivada de «Central processing unit» de Wikipedia en inglés, concretamente de esta versión, publicada por sus editores bajo la Licencia de documentación libre de GNU y la Licencia Creative Commons Atribución-CompartirIgual 4.0 Internacional.

- Datos: Q5300
- Multimedia: Microprocessors / Q5300

- - cyber security software, software developer. (en inglés)